# Broscus portugalus
Broscus portugalus é uma espécie de insetos coleópteros pertencente à família Carabidae.
A autoridade científica da espécie é Freude, tendo sido descrita no ano de 1999.
Trata-se de uma espécie presente no território português.